# Herrenkrug

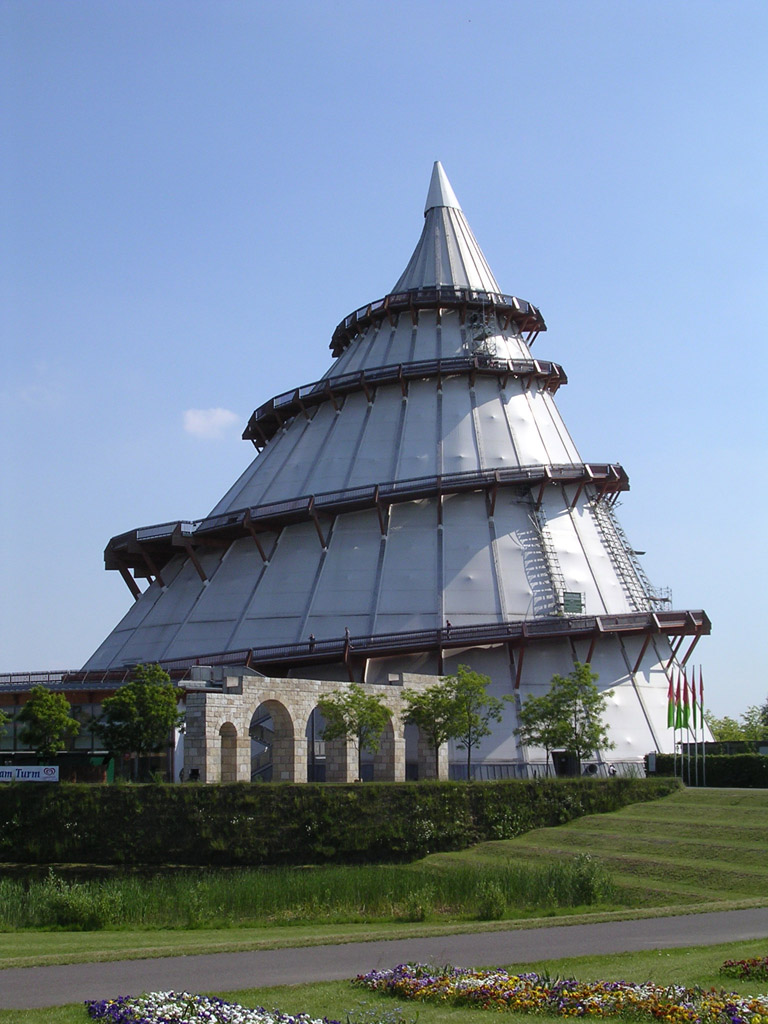
Jahrtausendturm

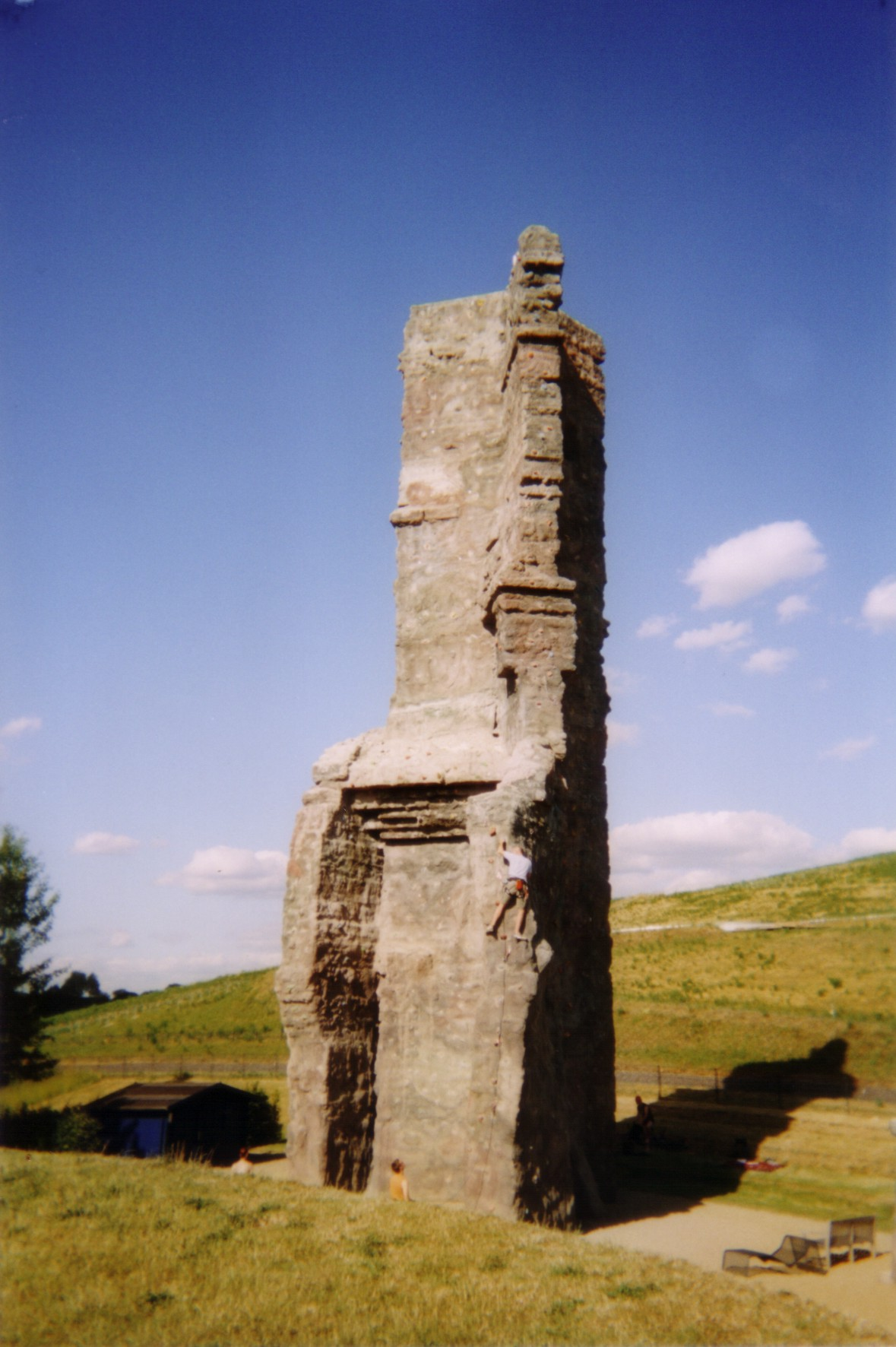
Großer Angerfelsen – Kletterfelsen im Elbauenpark

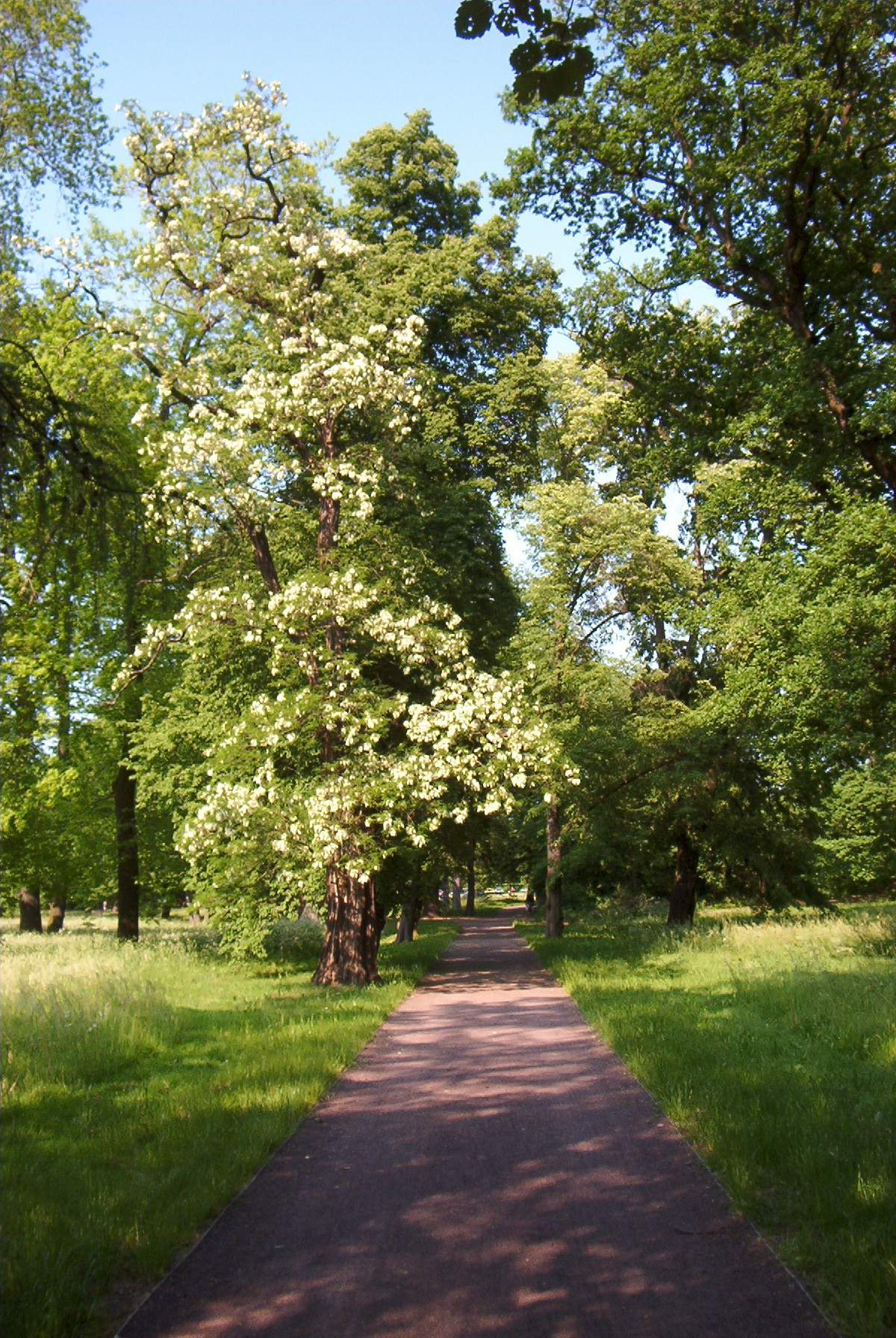
Weg im Herrenkrugpark

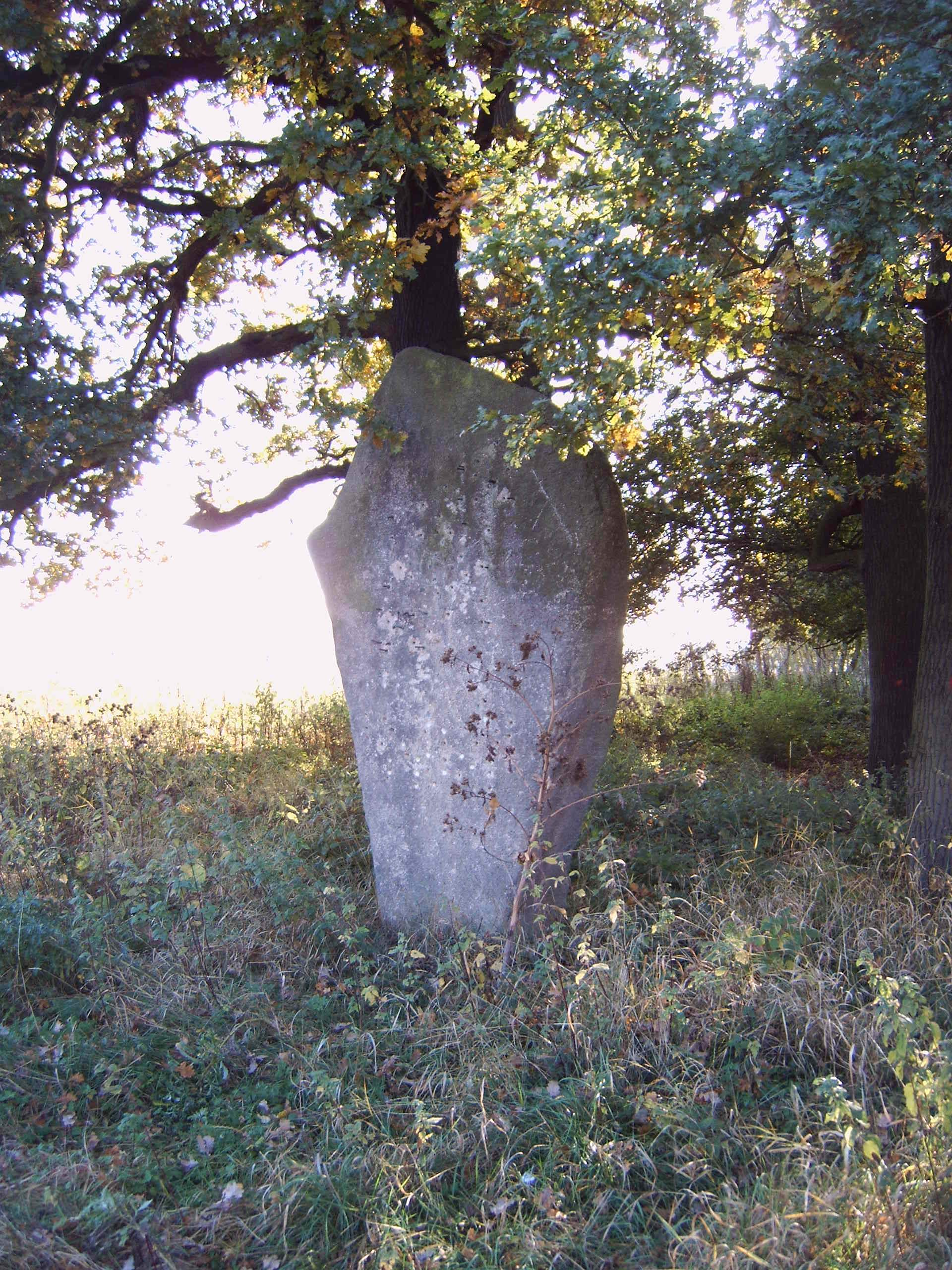
Gedenkstein Muttereiche

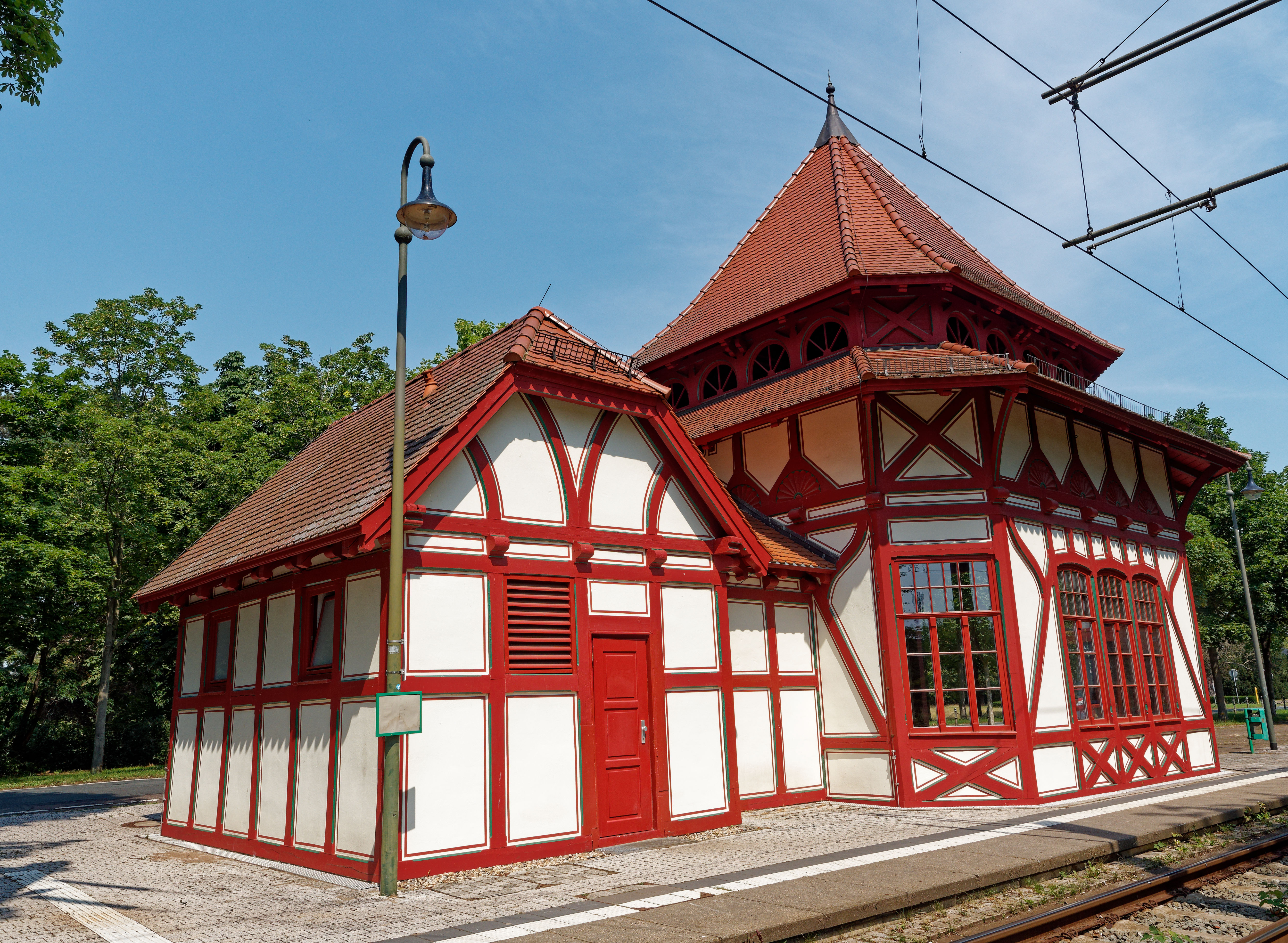
Historisches Fachwerkgebäude an der Endhaltestelle der Straßenbahnlinie 6

Herrenkrug ist ein Stadtteil Magdeburgs, der Landeshauptstadt von Sachsen-Anhalt. Als Herrenkrug wird häufig auch der im Stadtteil gelegene Herrenkrugpark bezeichnet.

## Geografie
Der im Nordosten Magdeburgs gelegene Stadtteil Herrenkrug hat auf einer Fläche von 12,0503 km² 1.351 Einwohner (Stand 31. Dezember 2021). Der Stadtteil liegt östlich der Elbe, die zugleich seine Westgrenze bildet. Im Norden und Osten grenzt der Herrenkrug an die Gemeinden Biederitz und Möser, im Süden an die Stadtteile Berliner Chaussee und Brückfeld. Der Haltepunkt Magdeburg-Herrenkrug liegt an der Bahnstrecke Berlin–Magdeburg.
Weite Teile im Norden des Herrenkrugs sind durch die Flussaue der Elbe geprägt und werden bei höheren Wasserständen überflutet. Im Osten des Stadtteils erstreckt sich mit dem Biederitzer Busch ein Waldgebiet, im Südwesten zur Elbe hin der Cracauer Anger. Zwei große städtische Parkanlagen verstärken die naturnahe Lage. Eine Bebauung besteht im südwestlichen Teil des Stadtteils.
Auf dem Gebiet des Stadtteils befinden sich mit den Seen Schwarzes Loch, Langes Loch, Garnsee und den im Elbauenpark befindlichen Angersee und Pappelsee und einem Teil der Alten Elbe mehrere stehende Gewässer.

## Geschichte
Als Teil der Elbaue war das Gebiet des Herrenkrugs immer von wechselnden Wasserständen und -läufen der nahen Elbe geprägt. Ursprünglich stark bewaldet erfolgte jedoch bereits in frühgeschichtlicher Zeit eine starke Rodung.
Teile des heutigen Stadtteils befanden sich im Besitz des Magistrats der Stadt Magdeburg und wurden als Weiden und zur Gewinnung von Holz und Heu genutzt. Um auftretenden Diebstählen zu begegnen, ließ der Magistrat 1676 ein Wärterhäuschen errichten. Das Gebäude erhielt auch das Schankrecht und diente für die in der Nähe vorbeiführende Landstraße von Magdeburg nach Burg (bei Magdeburg), die Strecke der heutigen Bundesstraße 1 und die der Berliner Chaussee gab es noch nicht, auch als Gasthaus. Da das Gasthaus sich somit letztlich im Besitz des Magistrats und damit der Ratsherren befand, ergab sich der Name vom Herren Kruge, der bis heute erhalten blieb. Die Schankwirtschaft bot auch Unterkunft. Außerdem wurde eine Fähre und ein Meierhof betrieben.
Diese gastronomische, land- und forstwirtschaftliche Nutzung hielt über die Jahrhunderte in unterschiedlicher Intensität und unter verschiedenen Pächtern an.
Anfang des 19. Jahrhunderts, in der Zeit der napoleonischen Kriege und der französischen Besetzung Magdeburgs, verfiel das Wirtshaus. Der französische Gouverneur Magdeburgs ließ 1813 das Gebäude abreißen. An dieser Stelle entstand das neue Schützenhaus der Pfälzer Kolonie. Das alte Schützenhaus fiel 1812 einem Dekret Napoleon Bonapartes zum Opfer, das den kompletten Abriss der Vorstadt Sudenburg befahl. Zwischen 1807 und 1814 erfolgten auch wieder umfangreiche Rodungen.
Ab 1815 gab es Pläne, im Herrenkrug einen Park anzulegen, die dann tatsächlich unter dem Oberbürgermeister August Wilhelm Francke auch umgesetzt wurden. Es entstand der in unterschiedlicher Gestaltung bis heute bestehende Herrenkrugpark.
In den Jahren 1836/37 wurde das Parkgelände und damit der südliche Teil des heutigen Stadtteils eingedeicht und somit von den häufigen Hochwassern der Elbe getrennt. Das Schützenhaus wurde 1843/44 wieder abgerissen. Es entstand ein von Stadtbaumeister Friedrich Wilhelm Wolff entworfenes klassizistisches Gesellschaftshaus, das in den 1950er Jahren – obwohl es im Zweiten Weltkrieg unzerstört geblieben war – abgerissen wurde. 1886 wurde der Park mit einer Dampfstraßenbahn an die südwestlich auf der anderen Elbseite gelegene Altstadt Magdeburgs angeschlossen. 1900 wurde die Straßenbahn auf elektrischen Betrieb umgestellt. 1887 wurde ein Parkrestaurant gebaut, welches 1903/04 noch um einen Saal ergänzt wurde. Östlich dieses Gebäudekomplexes entstand 1907 die Pferderennbahn Herrenkrug. Seit 1838 hatten bereits Pferderennen auf der vormaligen Wiese stattgefunden.
Eine besondere Bedeutung für die Magdeburger Arbeiterbewegung erlangte die im Osten des heutigen Stadtteils ursprünglich gelegene Muttereiche. Die um das Jahr 1600 gewachsene Eiche diente Ende des 19. Jahrhunderts als illegaler Treffpunkt der Magdeburger Sozialdemokratie.
Bis zum Jahr 1926 erweiterte man den Herrenkrugpark nach Norden mit einem Wiesenpark, der den Biederitzer Busch und die Auenlandschaft einbezog.
Der südlich des Herrenkrugparks gelegene Cracauer Anger diente in Teilen bereits früh als Exerzierplatz und wurde militärisch genutzt. Eine intensive militärische Nutzung erfolgte durch die Wehrmacht. Nach dem Ende des Zweiten Weltkriegs wurden die Kasernen und umgebenden Freiflächen dann von der Sowjetarmee genutzt. In der an der Straße nach Biederitz gelegenen großbürgerlichen Villensiedlung Margarethenhofsiedlung wurden jetzt Wohnungen für die sowjetischen Offiziere eingerichtet. Die sowjetische Armee zog 1991 ab, womit die jahrzehntelange militärische Nutzung ein Ende fand.
Teile der militärischen Gebäude, so das Militärlazarett, wurden saniert und sind heute Sitz der Hochschule Magdeburg-Stendal, sowie von Behörden wie der städtischen Straßenverkehrsbehörde und der Magdeburger Finanzämter.
Ein großer Teil der ehemaligen militärischen Anlagen ging im zur Bundesgartenschau 1999 eröffneten Elbauenpark Magdeburg auf. Das Wahrzeichen des Parks, der Jahrtausendturm, stellt den architektonisch markantesten Punkt des Stadtteils dar.

## Bauwerke, Anlagen und Einrichtungen
Die im Stadtteil vorhandenen Kulturdenkmale sind im örtlichen Denkmalverzeichnis aufgeführt.
Besonders bemerkenswerte Anlagen sind:
- Gottes-Garten-Haus, auf dem Gelände des Elbauenparks
- Bahnstrecke Berlin–Magdeburg
- Elbauenpark
- Finanzamt Magdeburg
- Hochschule Magdeburg-Stendal
- Erlebnisbad NEMO, das größte Freizeitbad in der Region Magdeburg (errichtet 1997–1999, Architekt Gilles Edenne)
- Golfplatz Magdeburg
- Herrenkrug-Eisenbahnbrücke
- Herrenkrugpark
- Herrenkrugsteg
- Jahrtausendturm, auf dem Gelände des Elbauenparks
- Kraftfahrzeug-Zulassungsstelle Magdeburg
- Messe Magdeburg (Ausstellungs- und Tagungszentrum)
- Pferderennbahn Herrenkrugwiesen
- Schmetterlingshaus im Elbauenpark
- Wittig-Denkmal im Biederitzer Busch

## Persönlichkeiten
- Der deutsche Kommunalpolitiker und spätere Oberbürgermeister von Cottbus und Brandenburg an der Havel Erich Kreutz wurde am 2. September 1884 als Sohn des Pächters im Herrenkrugpark, Franz Heinrich Kreutz, geboren.

## Flora und Fauna
Entlang der Elbe, durch das Überschwemmungsgebiet bis nach Lostau, leben zahlreiche Wildtiere, wie Dachs, Rotfuchs, Reh, Rotmilan, Schwarzmilan und auch Falken. Darüber hinaus können Graureiher, Silberreiher, Kormoran und viele Arten Singvögel beobachtet werden. Im Winter finden sich dann zahlreiche Singschwäne und Blessgänse. Auch der Kranich zieht hier in den kalten Monaten vorbei.